# Neoperla laotica
Neoperla laotica är en bäcksländeart som beskrevs av Peter Zwick 1988. Neoperla laotica ingår i släktet Neoperla och familjen jättebäcksländor. Inga underarter finns listade i Catalogue of Life.